# Knud Andersen (fodboldspiller, født 1899)
 For alternative betydninger, se Knud Andersen. (Se også artikler, som begynder med Knud Andersen)
Knud Andersen, (12. juni 1899 i København-?), var en dansk fodboldspiller som vandt DM med B.93 i 1927, 1929 og 1930.
Knud Andersen startede karrieren i Frem og kom i efteråret 1922 til B93. Han spillede 28 kampe i perioden 1922-1930, 19 kampe som højre back og ni kampe som venstre back.
Knud Andersen var med til at vinde tre DM-titler til B.93. Den første i 1927, hvor han uden at have været med hele sæsonen kom med i DM-finalen mod Skovshoved. Han vandt også DM i 1929, hvor han spillede fire ud af otte kampe og igen i 1930, hvor han var med i fem ud af ni kampe.
Der udover var han med til at han KBU-pokalfinalen i 1929 med 3-2 over B.1903 og gjorde i kampen karrierens eneste mål for B.93 – et selvmål. Han blev KBU-mester i 1930. 